# 张正隆
张正隆（1947年—），中国纪实派作家，因1989年出版长篇报告文学《雪白血紅》引起轰动而闻名。

## 生平
張正隆1947年出生於中華民國遼寧省本溪縣草河口鎮一个铁道工人家庭，1962年從本溪縣第一中學畢業，1966年高中畢業，文革時期擔任紅衛兵。1968年到本溪縣小市公社插隊勞動務農。1969年參加中國人民解放軍，歷任81065部隊戰士、排長、新聞幹事、宣傳幹事、瀋陽軍區文化部創作室專業作家。他於1989年出版了《雪白血红》，描述第二次國共內戰期間林彪率領中共军队在中國东北战场与中华民国国军作战的事迹，包括了大量林彪与中共中央之間的电报内容，书中涉及强制动员参军、长春围困战中圍城饿死大量平民等敏感内容，出版后引起轰动，在1990年在中國被禁前已經賣出超過十萬本。

## 個人著作

### 书籍作品
- 《爱，你是太阳》昆仑出版社，1987年11月，ISBN 7-80040-012-3。
- 《雪白血紅》解放军出版社，1989年8月，ISBN 7-5065-1048-0。
- 《雪白血情》，春风文艺出版社1993年10月，ISBN 7531312158。
- 《解放：中国房地产业纪实》解放军文艺出版社，1994年10月，ISBN 7-5033-0427-8。
- 《西部神话》人民文学出版社，1999年2月，ISBN 9787020029198。
- 《战将——韩先楚传》解放军出版社，2000年8月，ISBN 9787506538718 ISBN 7-5065-3871-7。
- 《日之完》长江文艺出版社，2002年8月，ISBN 9787535423689。
- 《战争记忆》解放军文艺出版社，2005年，ISBN 7-5033-1897-X。2006年1月，ISBN 9787503318979。
- 《枪杆子1949》人民出版社，2008年9月，ISBN 9787010072944。
- 《雪冷血热》长江文艺出版社，2011年4月，ISBN 9787535448828 （上），ISBN 9787535448811 （下）
- 《一将难求：四野名将录》白山出版社，2011年9月，ISBN 9787806878989
- 《中国1946：毛泽东的命、蒋介石的运和林彪的算》白山出版社，2014年1月，ISBN 9787552908688

#### 国共生死大决战系列
（此系列内容与《雪白血紅》有部分重复）
- 《鏖战锦州城》军事科学出版社，2007年5月，ISBN 9787802370272。
- 《辽西大会战》军事科学出版社，2007年5月，ISBN 9787802370296。
- 《衡宝追歼战》军事科学出版社，2007年5月，ISBN 9787802370524。
- 《羊城围歼战》军事科学出版社，2007年5月，ISBN 9787802370302。

### 散文作品
- 《大寨在人间》
《解放军文艺》1984年第6期，ISSN 0577-7410。
《文学教育》2009年第13期，ISSN 1672-3996。
- 《1950年：中国战斗英雄的苏联之行》
《老照片（第40辑）》山东画报出版社，2005年4月，ISBN 9787807131540。
- 《并非“反越位”战术——解读林彪》
《2008中国报告文学年选》花城出版社，2009年1月，ISBN 9787536055421。
- 《抢救历史真相》
《读者参考(87)--危机中的选择》学林出版社，2009年6月，ISBN 9787807308072。